# 北川工業
北川工業株式会社（きたがわこうぎょう、英: Kitagawa Industries Co.,Ltd.）は、愛知県稲沢市に本社を置く工業用プラスチック部品及びEMC対策部品メーカー。

## 概要
1963年（昭和38年）6月12日設立。電磁波環境コンポーネント事業および精密エンジニアリングコンポーネント事業が主力でフェライトコアなどのEMC設計製品や工業用プラスチックファスナーなどの製造・販売を行なっている。
2019年（平成31年）1月8日付で、株式公開買付けにより日東工業株式会社の子会社となった。

## 沿革
- 1963年（昭和38年）6月12日 - 「北川ゴム工業株式会社」として設立[1]。
- 1971年（昭和46年）3月 - 「北川工業株式会社」に商号を変更[1]。
- 1996年（平成8年）2月26日 - 名古屋証券取引所市場第二部に株式を上場[1]。
- 1999年（平成11年）12月 - ISO 9001認証を取得[1]。
- 2001年（平成13年）5月 - ISO 14001認証を取得[1]。
- 2009年（平成21年）
  - 4月 - 子会社であったインターマーク株式会社を吸収合併[1]。
  - 6月 - 茨城県常陸大宮市にあった水戸センターを閉鎖[1]。
- 2012年（平成24年）3月 - 本社機能を稲沢事業所所在地に移転[1]。
- 2014年（平成26年）3月 - 春日井工場を明知テクノセンターに集約[1]。
- 2016年（平成28年）4月 - 横浜支店を東京支店に統合[1]。
- 2019年（平成31年）
  - 1月8日 - 日東工業株式会社の子会社となる[2]。
  - 3月22日 - 名古屋証券取引所市場第二部上場廃止[3]。
  - 3月27日 - 株式併合を行い、株主が日東工業とキタガワのみとなる[3]。

## 事業所
- 本社（愛知県稲沢市）[4]
- 東京支店（東京都千代田区）[4]
- 名古屋支店（愛知県名古屋市中区）[4]
- 大阪支店（大阪府大阪市北区）[4]
- 宇都宮営業所（栃木県宇都宮市）[4]
- 明知テクノセンター（愛知県春日井市）[4]
- 春日井工場（愛知県春日井市）[4]
- 春日井EMCセンター（愛知県春日井市）[4]
- 稲沢工場（愛知県稲沢市）[4]
- 物流センター（愛知県稲沢市）[4]

## 関連会社
- KITAGAWA GMBH（ドイツ）[5]
- KITAGAWA INDUSTRIES（TAIWAN）CO.,LTD.（台湾）[5]
- INTERMARK（USA）,INC.（アメリカ）[5]
- KITAGAWA ELECTRONICS（SINGAPORE）PTE.LTD.（シンガポール）[5]
- KITAGAWA INDUSTRlES（H.K.）LIMITED（香港）[5]
- 上海北川工業電子有限公司（中国）[5]
- KITAGAWA ELECTRONICS（THAILAND）CO.,LTD.（タイ）[5]
- 無錫開技司科技有限公司（中国）[5]
- 北弘科技（深圳）有限公司（中国）[5]
- 開技司科技（深圳）有限公司（中国）[5]